# Saint-Sébastien (Creuse)
Saint-Sébastien – miejscowość i gmina we Francji, w regionie Nowa Akwitania, w departamencie Creuse.
Według danych na rok 1990 gminę zamieszkiwało 736 osób, a gęstość zaludnienia wynosiła 29 osób/km² (wśród 747 gmin Limousin Saint-Sébastien plasuje się na 179. miejscu pod względem liczby ludności, natomiast pod względem powierzchni na miejscu 230.).
Przez miejscowość przepływa rzeka Abloux.